# Sigurd Bauer
Sigurd Bauer (* 1943 in der Steiermark) ist ein österreichischer Staatsbeamter.

## Leben
Sigurd Bauer studierte Rechtswissenschaften und wurde 1966 zum Doctor iuris promoviert. Nach seinem Wehrdienst trat er 1967 der Parlamentsdirektion des Österreichischen Parlaments ein. 1989 wurde er Leiter der Administration im Parlament und 1993 einer von zwei Stellvertretern des Parlamentsdirektors mit der Funktionsbezeichnung Parlaments-Vizedirektor. Er war zudem Vorsitzender der Disziplinarkommission der Parlamentsdirektion.
Er ist Präsident der Österreichisch-Niederländischen Gesellschaft und Vizepräsident der Österreich-Myanmar Gesellschaft.
Sigurd Bauer ist Mitglied der katholischen Studentenverbindung KAV Danubia Wien-Korneuburg im ÖCV.

## Ehrungen
- Große Silberne Ehrenzeichen mit dem Stern für Verdienste um die Republik Österreich[1] (2001)
- Offizierskreuz des Verdienstordens der Republik Polen (2004)
- PaN-Ehrenzeichen (2005)
- Goldenes Ehrenzeichen des Österreichischen Arbeitnehmerinnen- und Arbeitnehmerbundes (ÖAAB) (2009)